# 讓愛遍佈全身
《讓愛遍布全身》（日语：愛をからだに吹き込んで）為日本歌手Superfly於2014年11月19日發行的第18張單曲。

## 簡介
- 標題曲〈讓愛遍布全身〉為朝日電視台連續劇《Doctor-X～外科醫·大門未知子～》主題曲，也是Superfly第三次與該劇合作[1]。
- Superfly對於本次的封面表示「如有包容感且溫柔的白與不可撼動的黑，兩者相混合的灰即是本次曲的形象顏色。[2]」
- 初回限定盤僅2萬張並使用豪華紙盒包裝。

## 發行版本
- CD+DVD【初回限定盤】
- CD ONLY【通常盤】

## 曲目

### CD
1. 讓愛遍布全身（愛をからだに吹き込んで）
作詞：いしわたり淳治 	作曲：Tomoya.S・越智志帆
  - 朝日電視台連續劇《Doctor-X～外科醫·大門未知子～》主題曲
2. You You
作詞：越智志帆・jam　作曲：越智志帆・蔦谷好位置
  - 「JFL presents FOR THE NEXT」主題曲
3. Closet（クローゼット）
作詞：越智志帆・jam 	作曲：越智志帆・蔦谷好位置
  - 東京電視台《Crossroad》片尾曲

### DVD
- Superfly “僕らの音楽” Selection

1. 愛をこめて花束を（2008/05/30）
2. Alright！！（2009/06/05）
3. My Best Of My Life（2009/06/05）
4. Wildflower（2010/08/27）
5. タマシイレボリューション（2010/09/03）
6. あぁ（2011/06/24）
7. 輝く月のように（2012/09/21）

## 外部連結
- 初回限定盤
- 通常盤